# Astrid (prémétro d'Anvers)
Pour les articles homonymes, voir Astrid.
Astrid est une station du prémétro d'Anvers, faisant dès lors partie du réseau du tramway d'Anvers. Elle est située sous la place Reine Astrid (Koningin Astridplein), à l'angle avec la Gemeentestraat (« rue Communale »). La station est reliée à la gare d'Anvers-Central.

## Caractéristiques

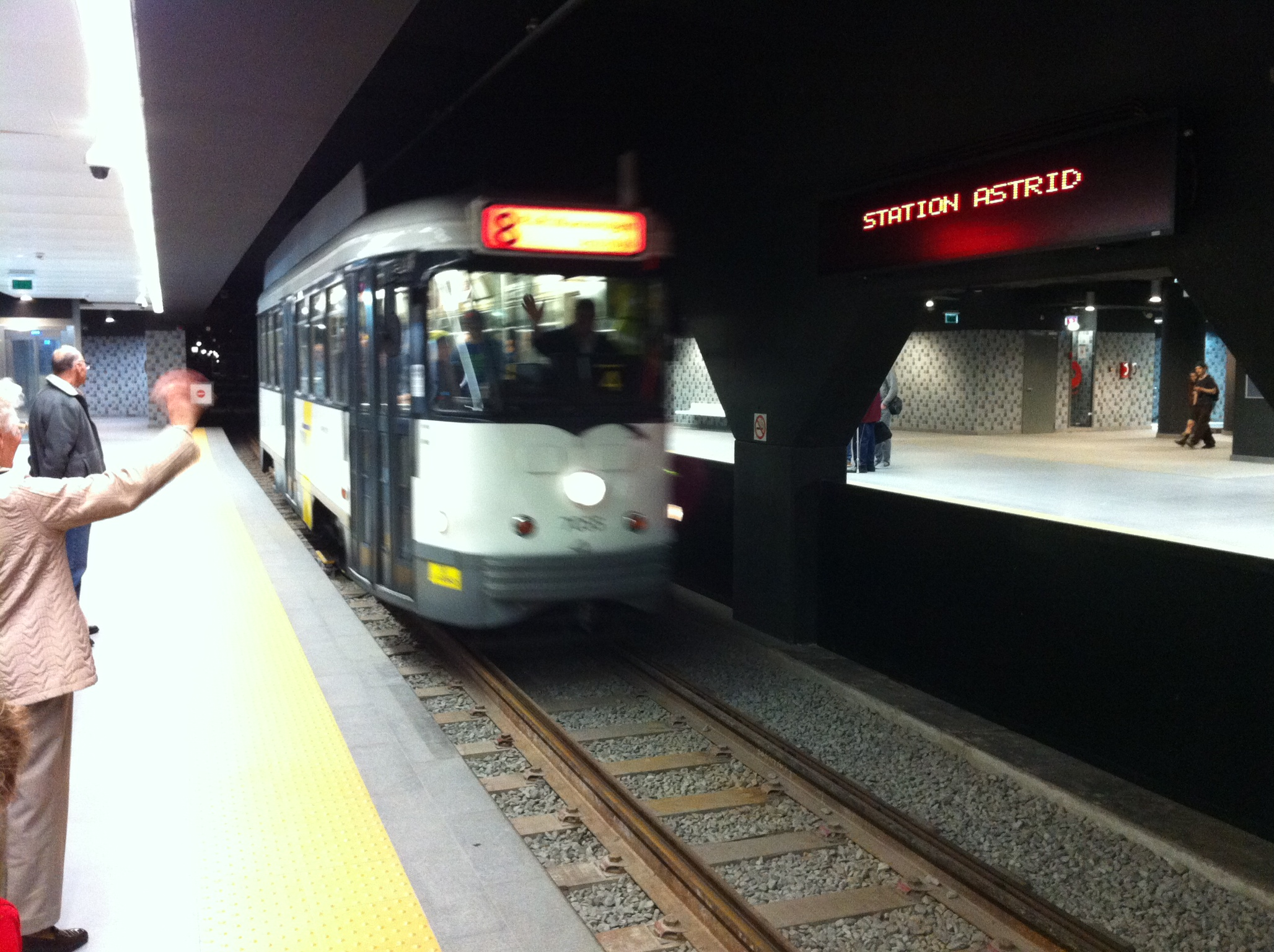
Tram 8 en approche

La station est desservie par les lignes de tram 2, 3, 5 et 6 qui utilisent l'axe nord-sud et par les lignes 8 et 10 qui utilisent la ligne souterraine vers l'est de la ville. Elle est conçue comme une station de correspondance : les lignes 11, 12 et 24 (et de nombreuses lignes de bus) circulent en surface, au niveau de l'arrêt Centraal Station et elle est directement reliée par un passage souterrain à la gare d'Anvers-Central, à la station de prémétro Diamant et à un parking souterrain.
Au niveau -1 se situent le hall des guichets et deux quais utilisés par les lignes 8 et 10 qui utilisent la station comme terminus grâce à une boucle de demi-tour dans l'arrière gare (sous F.Rooseveltplaats). Au niveau -3 se trouve le quai et la voie vers la station Elisabeth, tandis que le niveau -4 accueille la voie vers la station Diamant et vers la partie ouest de du réseau. Au niveau -2 se trouve un hall de correspondance entre les niveaux -1, -3 et -4.